# Isländskspråkiga Wikipedia
Isländskspråkiga Wikipedia, på isländska Íslenska Wikipedia, är en språkvariant av Wikipedia på isländska. Den startades 5 december 2003. Den 24 augusti 2013 fanns 36 187 artiklar, och 34 110 registrerade användare, av vilka 24 var administratörer, och 24 byråkrater.
I augusti 2019 hade den isländskspråkiga Wikipedian 48 000 artiklar och var då den 92:a till storleken. Den har för närvarande 59 906 artiklar.